# Argamasilla de Calatrava (kommunhuvudort)
Argamasilla de Calatrava är en kommunhuvudort i Spanien.   Den ligger i provinsen Provincia de Ciudad Real och regionen Kastilien-La Mancha, i den centrala delen av landet, 190 km söder om huvudstaden Madrid. Argamasilla de Calatrava ligger 668 meter över havet och antalet invånare är 5 371.
Terrängen runt Argamasilla de Calatrava är platt åt nordväst, men åt sydost är den kuperad. Runt Argamasilla de Calatrava är det ganska tätbefolkat, med 199 invånare per kvadratkilometer. Närmaste större samhälle är Puertollano, 5,5 km sydväst om Argamasilla de Calatrava. Trakten runt Argamasilla de Calatrava består till största delen av jordbruksmark.